# Friedrich Nies (Mineraloge)

Porträtfoto Professor Friedrich Nies

Friedrich Nies (* 10. Mai 1839 in Leipzig; † 22. September 1895 in Hohenheim (Stuttgart)) war ein deutscher Geologe, Mineraloge und Paläontologe.

## Leben
Der Sohn des Druckereibesitzers Friedrich Nies und dessen Gattin Christiane Friederike Johanne, geborene Sueß (1806–1886), studierte Geologie in Leipzig (bei Carl Friedrich Naumann) und Heidelberg und wurde 1863 in Heidelberg bei Gustav von Leonhard mit der Ausarbeitung Eine geologische Studie des Kaiserstuhlgebirges promoviert. Danach war er Volontär bei der geologischen Landesaufnahme von Sachsen unter Leitung von Naumann und später Assistent von Fridolin Sandberger in Würzburg. Hier habilitierte er sich 1868 mit dem Thema Beiträge zur Kenntnis des Keupers im Steigerwald und wurde Privatdozent. Im Jahr 1874 erhielt er eine Professur für Mineralogie und Geologie an der Landwirtschaftlichen Hochschule Hohenheim, einem damals neu geschaffenen Lehrstuhl. Nies war als guter Vortragender bekannt und engagierte sich stark in der Lehre (zum Beispiel im Aufbau einer Gesteins- und Mineralsammlung an seiner Hochschule).
Nies erforschte die Geologie Frankens, speziell den Keuper im Steigerwald, wozu er auch Vergleiche in Württemberg und dem Elsaß heranzog. In geringerem Umfang befasste sich Nies auch mit Paläontologie.
Nies untersuchte experimentell die Ausdehnung von Magmen (geschmolzene Metalle, Silikate) bei der Erstarrung.
Als Hobby sammelte Friedrich Nies Ausbeutemünzen, das heißt solche, auf denen die Herkunft des verwendeten Metalls verzeichnet war.

Ehefrau Marie Nies, geb. Scheffler

Im Jahr 1878 wurde er zum Mitglied der Leopoldina gewählt. 1881 bis 1895 führte er als Sekretär den Oberrheinischen Geologischen Verein. Seine Ehefrau Marie Louise Elisabeth, geborene Scheffler (* 22. Januar 1850 in Marburg; † 14. Juli 1930 in Stuttgart) sowie seine Schwester Johanne Wilhelmine Amalie Nies (1831–1906) wurden am 2. April 1902 Ehrenmitglieder des Oberrheinischen Geologischen Vereins.